# Charles Garrett Maloney
Charles Garrett Maloney (* 9. September 1912 in Louisville, Kentucky; † 30. April 2006 ebenda) war ein US-amerikanischer römisch-katholischer Geistlicher und Weihbischof in Louisville.

## Leben
Charles Garrett Maloney besuchte das Saint Joseph’s College in Rensselaer, Indiana. Anschließend studierte Maloney Philosophie und Katholische Theologie an der Päpstlichen Universität Gregoriana in Rom. In dieser Zeit war er Alumne des Päpstlichen Nordamerika-Kollegs. Charles Garrett Maloney empfing am 8. Dezember 1937 in Rom das Sakrament der Priesterweihe für das Bistum Louisville. Danach war Maloney in der Pfarrseelsorge tätig.
Am 30. Dezember 1954 ernannte ihn Papst Pius XII. zum Titularbischof von Capsa und zum Weihbischof in Louisville. Der Erzbischof von Louisville, John Alexander Floersh, spendete ihm am 2. Februar 1955 in der Cathedral of the Assumption in Louisville die Bischofsweihe; Mitkonsekratoren waren der Bischof von Davenport, Ralph Leo Hayes, und der Weihbischof in Cincinnati, Clarence George Issenmann. Als Weihbischof war Charles Garrett Maloney Verantwortlicher für die ökonomischen Angelegenheiten des Erzbistums Louisville. Er nahm an allen vier Sitzungsperioden des Zweiten Vatikanischen Konzils teil und wirkte bei der Abfassung der Erklärung Dignitatis humanae über die Religionsfreiheit mit.
Papst Johannes Paul II. nahm am 5. Januar 1988 das von Charles Garrett Maloney aus Altersgründen vorgebrachte Rücktrittsgesuch an. Am 2. Februar 1995 ernannte ihn Johannes Paul II. zum Titularbischof von Bardstown. In seinem Ruhestand wirkte Maloney als Seelsorger in der Pfarrei Saint Martin of Tours in Louisville.
Charles Garrett Maloney starb im Saints Mary and Elizabeth Hospital in Louisville. Sein Grab befindet sich auf dem Calvary Cemetery in Louisville.